# Maxima
Maxima — свободная система компьютерной алгебры, написанная на языке Common Lisp.
Произошла от системы Macsyma, разрабатывавшейся в Массачусетском технологическом институте с 1968 по 1982 годы в рамках проекта Project MAC, финансируемого Министерством энергетики США (DOE) и другими государственными организациями. Профессор Уильям Шелтер (англ. Bill Schelter) из Техасского университета в Остине поддерживал один из вариантов системы, известный как DOE Macsyma, с 1982 года до самой своей смерти в 2001 году. В 1998 году Шелтер получил от Министерства энергетики разрешение опубликовать исходный код DOE Macsyma под лицензией GPL, и в 2000 году он создал проект на SourceForge.net для поддержания и дальнейшего развития DOE Macsyma под именем Maxima.
Maxima имеет широкий набор средств для проведения аналитических вычислений, численных вычислений и построения графиков. По набору возможностей система близка к таким коммерческим системам, как Maple и Mathematica. В то же время она обладает высочайшей степенью переносимости: может работать на всех основных современных операционных системах на компьютерах, начиная от наладонных и вплоть до самых мощных.
Для системы построено несколько графических интерфейсов пользователя и надстроек: XMaxima (включен в поставку во многих ОС), wxMaxima (основан на wxWidgets) и других, а также может работать в режиме командной строки (используя псевдографику).
Для редактирования научных текстов в Maxima может использоваться программа texmacs, которая позволяет экспортировать документы в ряд популярных форматов, включая TeX/LaTeX и HTML/MathML.
Благодаря открытому коду системы появились производные решения, например, на основе Maxima сделана программа Stack, предназначенная для автоматизированной проверки правильности математических выражений, применимая, в частности, для компьютерной проверки ответов обучающихся математике.